# Jan Nepomucen Neumann
Jan Nepomucen Neumann CSsR (ur. 28 marca 1811 w Prachticach, Czechy – zm. 5 stycznia 1860 w Filadelfii) – czeski duchowny katolicki, biskup Filadelfii w USA i święty Kościoła katolickiego.
Przyszedł na świat w Czechach i tamże w 1831 wstąpił do seminarium duchownego. Dwa lata później rozpoczął studia teologiczne na Uniwersytecie w Pradze. Interesował się też astronomią i botaniką. Jego biskup diecezjalny odmówił święceń z powodu zbyt dużej liczby księży w jego diecezji. Szukał więc w całej Europie biskupa, który mógłby dokonać tego obrzędu, a za namową biskupa misyjnego Frederica Baragi skierował prośbę do biskupów Ameryki. Za niewielkie pieniądze udał się do Stanów Zjednoczonych i tam został ordynowany do kapłaństwa przez ordynariusza Nowego Jorku Johna Dubois'a. Pracował m.in. wśród niemieckich imigrantów w okolicach Nowego Jorku. W 1842 złożył śluby w zakonie redemptorystów.
W marcu 1852 został mianowany biskupem Filadelfii. Sakry udzielił arcybiskup Baltimore Francis Patrick Kenrick, prymas Stanów Zjednoczonych. Był znakomitym organizatorem sieci szkół katolickich. Za jego rządów szkoły te wzrosły liczebnie od jednej do ok. dwustu. Założył też wiele gazet i czasopism katolickich, opublikował dwa katechizmy i tłumaczenie Biblii na język niemiecki.
Zmarł podczas spaceru jedną z ulic Filadelfii na udar mózgu w wieku zaledwie 48 lat. Od tej pory ludzie zaczęli mówić o nim jak wielką był postacią w życiu Kościoła.
Beatyfikowany w 1963, a kanonizowany 19 czerwca 1977 przez Pawła VI.
Wspomnienie liturgiczne w Kościele katolickim obchodzone jest 5 stycznia.